# 圣托马斯学校
圣托马斯学校（德語：Thomasschule）是德国莱比锡的一所公立寄宿学校，由奥斯定会创办于1212年。该校长于艺术、语言和音乐教育，巴赫和巴赫家族的不少成员曾在此任教。